# Manuel Zapata Olivella
Pour les articles homonymes, voir Zapata.
Œuvres principales
Tierra mojada (1947)
En Chimá nace un santo (1964)
Chango, ce sacré dieu (1983)
Manuel Zapata Olivella, né le 17 mars 1920 à Santa Cruz de Lorica dans le département de Córdoba (Colombie) et mort à Bogota le 19 novembre 2004, est un écrivain, médecin et anthropologue colombien. Il est un des représentants les plus importants de la littérature afro-colombienne du XXe siècle.

## Biographie
Alors qu'il était enfant, son père, le professeur Antonio María Zapata Vásquez, déménagea à Carthagène des Indes. La petite sœur de Manuel est la danseuse et folkloriste colombienne Delia Zapata Olivella.
Oliviella a étudié la médecine à l'Université nationale de Colombie à Bogota. Par la suite, il a travaillé à Mexico au sanatorium et clinique psychiatrique du Dr. Ramírez et plus tard à l'Hospital Ortopédico d'Alfonso Ortiz Thrown ; pour le magazine Time et pour le magazine Events for All. Il s'est opposé à son frère Virgil qui soutenait les États-Unis après qu'il a changé d'avis à la suite d'un voyage dans ce pays et qu'il y a souffert de discriminations raciales.
Lors de son séjour à Mexico, il écrivit le roman non-publié Bitter Rice. Il publia plusieurs études sur les cultures des noirs en Colombie. Il enseigna dans plusieurs universités aux États-Unis, au Canada, en Amérique Centrale et en Afrique. Il fonda et dirigea le magazine littéraire National Letters.
Le thème principal de ses récits est l'histoire et la culture des habitants de la Région Caraïbe, en particulier les modes de vie des noirs et des autochtones. 
En 1964, son roman En Chimá nace un santo est finaliste lors de deux concours : l'Esso en 1963, dans lequel il perd face à Gabriel García Márquez et son roman La mala hora et le prix de la nouvelle Seix Barral où il est défait par Mario Vargas Llosa et son roman La Ville et les Chiens. 
Son travail le plus important est le roman Changó, el Gran Putas 1983 - Historia de un Joven Negro publié en 1983, un vaste travail qui est présenté comme une fresque des afroamericanos, les peuples afro-américains des Amériques, qui narre leurs origines en Afrique.

## Œuvre

### Romans
- Tierra mojada (1947)
- La calle 10 (1960)
- Detrás del rostro (1963)
- Chambacú, corral de negros (1963)
- En Chimá nace un santo (1964)
- Changó, el Gran Putas 1983 - Historia de un Joven Negro, traduit par Chango, ce sacré dieu[3] (1983)
- El fusilamiento del Diablo (1986)
- Lève-toi Mulâtre (Payot, 1987)
- Hemingway, el cazador de la Muerte (1989)

### Nouvelles
- Pasión vagabunda (1948)
- He visto la noche (1952)
- China 6 a.m. (1954)
- Cuentos de muerte y libertad (1961)
- El cirujano de la selva (1962)
- ¿Quién dio el fusil a Oswald? (1967)
- Fábulas de Tamalameque: los animales hablan (2003)

### Essai
- La rebelión de los genes (1997)